# میراث شاهنامه
شاعران بسیاری پیش از فردوسی هزاران بیت شعر سروده‌اند، اما هیچ‌کدام در جایگاه فردوسی قرار نگرفتند. فردوسی را می‌توان زنده‌گرداننده و هستی‌بخش زبان پارسی دانست. نظم شاهنامه و ناموری آن در ایران مایهٔ خیزش بزرگی در ایجاد منظومه‌های حماسی بزرگ گردید. شاهنامه با این که نتیجهٔ خیزش بزرگ ملی ایرانیان در زنده کردن افتخارات ملی بود، رویش تازه‌ای در نظم داستان‌های حماسی پدید آورد و فردوسی پیشرو رویش و جنبشی شد که به یاری آن پهلوانان و بزرگان ملی ایران که از یادها رفته‌بودند، یک‌باره به روی آمدند و نامداری شگرفی یافتند. اما فردوسی همهٔ پهلوانان ایران را زنده نکرد، زیرا نظم همهٔ داستان‌های ملی چند برابر نظم شاهنامه زمان می‌خواست و این، در توان یک نفر نبود. برای نمونه، او به اشاره‌های کوتاهی از گرشاسپ، سام و فرامرز بسنده کرد و از داستان بانو گشسپ چیزی نگفت. اما سرایندگان پس از فردوسی داستان این افراد را به نظم درآوردند، به‌طوری‌که پس از یک سده حماسهٔ ملی ایرانیان کامل شد. این منظومه‌های حماسی پس از شاهنامه، به پیروی از شاهنامه نظم شده‌اند و همه در بحر متقارب مثمن محذوف هستند که دلیل گزینش این وزن نیز دو چیز است: نخست نام‌آوری شاهنامه و باور مردمی در این که سروده‌های حماسی را هیچ وزنی به جز وزن سخنان فردوسی شایسته و سزاوار نیست. دوم نیز سازش این وزن با اندیشه‌های حماسی و ترکیب‌های پهلوانی بود. اما همهٔ این پیروان با وجود پیروی شدید از شاهنامه، هیچ‌گاه نتوانستند به هم‌سری با فردوسی برآیند. سازندگان این منظومه‌ها به جز چند تن از آن‌ها گمنام و ناشناس هستند و از آن‌ها آگاهی‌ای در دست نیست و بیش‌تر این منظومه‌ها به خاندان گرشاسپ می‌پردازند.
شاهنامه همچنین نفوذ بسیاری در ادبیات جهان داشته است. آلفونس دو لامارتین (شاعر و نویسندهٔ بزرگ فرانسه) در سال ۱۸۳۵ میلادی در مجلهٔ «مدنیت» با عنوان «گروهی از بزرگان و نوابغ قدیم و جدید …» بیان داستان رستم را به میان آورد. از میان داستان‌های شاهنامه، رستم و سهراب در اروپا چندان نامداری یافت که به چند زبان بازگردانی شد و منظومه‌های زیبایی از آن پدید آمد. واسیلی آندریویچ ژوکوفسکی منظومهٔ زیبایی که در ادبیات روسی دارای جایگاه بلندی است، در داستان رستم و سهراب پدید آورد. شاهکار دیگری که از داستان رستم و سهراب در ادبیات اروپایی نامدار شد، منظومهٔ متیو آرنولد (شاعر بزرگ انگلیسی) است. یوهان ولفگانگ گوته (شاعر استاد آلمانی) که به ادبیات پارسی مهری فراوان داشت، در پایان یکی از مجموعهٔ شعر خود به نام «دیوان شرقی از مؤلف غربی» نام فردوسی را آورده و او را با بزرگی ستوده است. ویکتور هوگو (شاعر بزرگ فرانسه) در کتاب «شرقیات» در برخی موارد از فردوسی بهره گرفته و نام او را آورده است. هاینریش هاینه (شاعر مشهور آلمانی) در یکی از منظومه‌های خود داستان زندگی و تنگدستی فردوسی را نظم کرده است. فرانسوا کوپه (شاعر اهل فرانسه) داستانی دربارهٔ زیارت تیمور لنگ از آرامگاه فردوسی ساخته است که از آثار زیبا و بنام او است. شاعر دیگری به نام موریس بارس نیز در یکی از آثار خود به نام «ضیافت در کشورهای خاور» نام فردوسی را آورده است.
به‌باور اسلامی ندوشن، فردوسی در شاهنامه فرهنگ ایران پیش از اسلام را با فرهنگ ایران پس از اسلام پیوند داده که این همان ادامهٔ فرهنگی از حدود دو، سه‌هزار سال پیش تاکنون است و این پیوند وامدار فردوسی است. او می‌گوید در نبود شاهنامه، ادبیات فارسی به‌سختی می‌توانست رشد یابد و در نبود فردوسی، کسانی چون خیام و مولوی و حافظ نیز نمی‌توانستند اندیشهٔ خویش را بپرورانند و چنین ببالند.

## نفوذ در ادبیات فارسی و ادبیات جهان

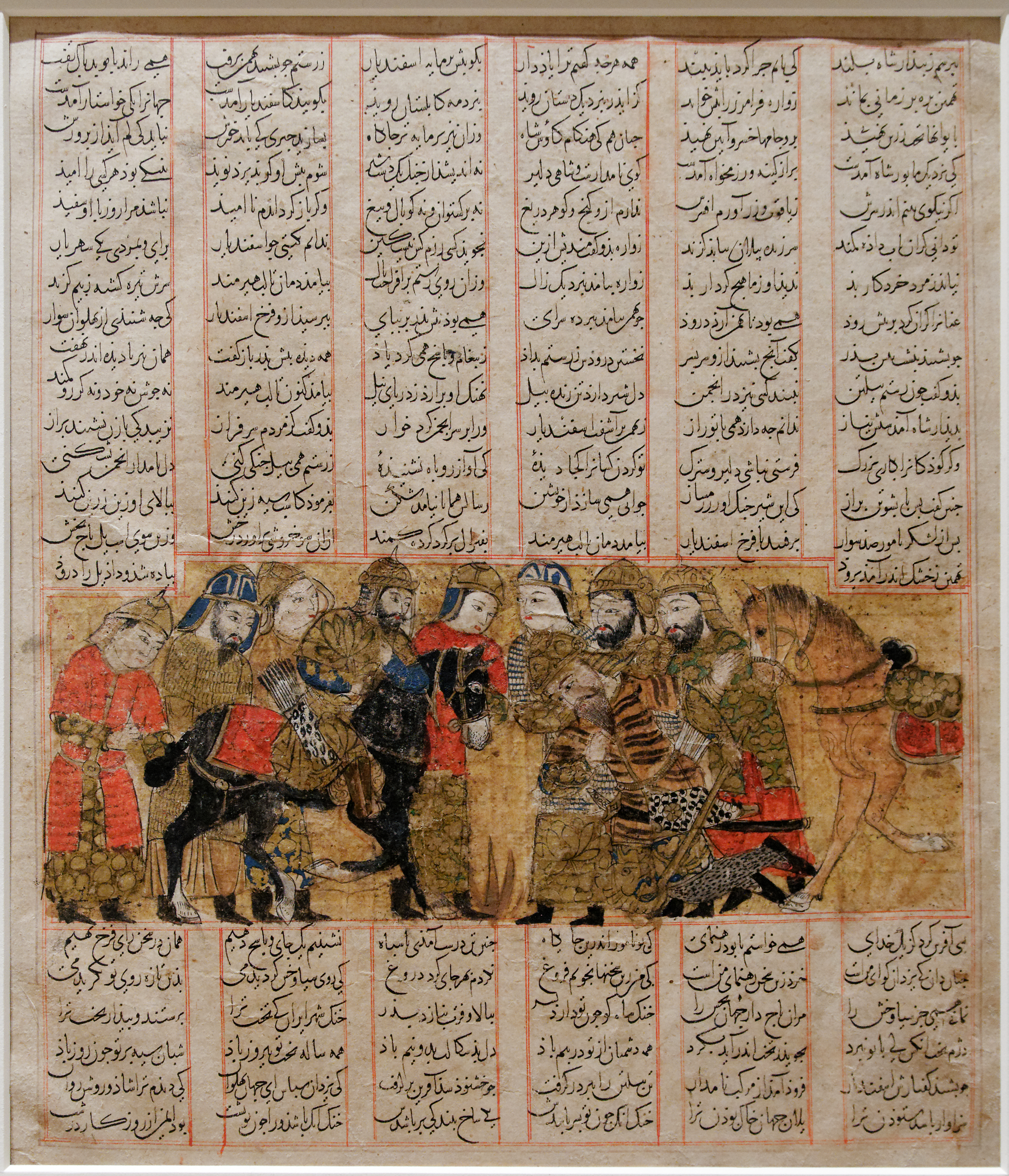
برگی از شاهنامه مربوط به سدهٔ هشتم هجری که مربوط به داستان رستم و اسفندیار است. (متن شعر را می‌توانید افزون بر نگاره در اینجا بخوانید:) این برگ از نمونه دست‌نویس‌های کهن است که از قاعدهٔ ذال معجم پیروی کرده‌اند

### بر زبان و ادبیات فارسی
اثرگذاری فردوسی و شاهنامهٔ او بر زبان و ادب پارسی انکارناشدنی‌ست. آثاری چون گرشاسپ‌نامهٔ اسدی، بهمن‌نامه و کوش‌نامهٔ ایران‌شاه، شهنشاه‌نامهٔ فتح‌علی صبا، سرایندگان ناشناس فرامرزنامه، بانوگشسب‌نامه، آذربرزین‌نامه، بیژن‌نامه، لهراسپ‌نامه، سام‌نامه، زرّین‌قبانامه، «داستان کک کوهزاد»، «داستان شبرنگ» و «داستان جمشید»، برزونامهٔ عطایی رازی، شهریارنامهٔ عثمان مختاری، جهانگیرنامهٔ قاسم مادح، ظفرنامهٔ حمدالله مستوفی، آیینهٔ اسکندری امیرخسرو دهلوی، خردنامهٔ اسکندری جامی، قیصرنامهٔ ادیب پیشاوری، رمان‌هایی چون ورقه و گلشاه عیوقی، همای‌نامه از شاعری ناشناس، و همای و همایون از خواجوی کرمانی، همگی زیر نفوذ شاهنامه هستند. شاید بتوان گمان کرد که حماسه‌سرایان سده‌های پنجم و ششم هـ ق. زیر نفوذ آثار پیش از فردوسی نیز بوده‌اند. همان‌گونه‌که دربارهٔ فردوسی چنین پنداشته می‌شود. از این میان، اسدی توسی خود به شیوه‌ای ویژه دست یافته است، اما برای دیگران این‌گونه نشده و آنان تنها سبک فردوسی را به شیوه‌ای فروتر و ساده‌تر پیروی کردند.
در انواع ادبی فارسی اثرگذاری‌های گونه‌گون شاهنامه را می‌توان دید. از راه نمونه، درظاهر سنایی نخستین کسی‌ست که در زمینهٔ گونهٔ عرفانی شعر غنایی، از قهرمانان و داستان‌های شاهنامه برای بیان مفاهیم حکمی و عرفانی بهره برده و پس از او این‌گونه بهره از شاهنامه در نظم و نثر گسترده شده است. به‌باور برخی پژوهشگران، عطار در داستان ابراهیم ادهم در تذکرةالاولیاء از درون‌مایهٔ رویارویی پدر و پسر بهره گرفته است. همین‌گونه، در قلمرو دیگر این گونه ادبی، یعنی شعر عاشقانه هرچند پراکنده اما می‌توان نمونه‌هایی را برای این ارتباط بیان کرد. از راه نمونه در شعر سعدی و قاآنی چنین بیت‌هایی به‌چشم می‌خورد. دیگر سرایندگان شعر غنایی فارسی نیز زیر نفوذ شاهنامه هستند. قطران تبریزی، ناصرخسرو، ازرقی هروی، مسعود سعد سلمان، عثمان مختاری غزنوی، سنایی غزنوی، انوری، سوزنی سمرقندی، امیر معزی نیشابوری، خاقانی، مولوی، امامی هروی، سعدی، اوحدی مراغه‌ای، ابن یمین، عبید زاکانی، حافظ، جامی و بسیاری دیگر از شاهنامه بهره بردند. اثرگذاری شاهنامه در شعر حافظ و در ساقی‌نامه‌اش نشانگر این است که او شاهنامه را خوانده و با آن آشنایی داشته است. در این میان، به‌باور آیدنلو شاهنامه‌ای‌ترین شعر غنایی، مسمطی نُه بندی سرودهٔ میرزا عبدالله شکوهی و ویژهٔ مراسم «سخنوری» است. آثاری روایی چون اسکندرنامه و خسرو و شیرین نظامی گنجوی، برخی از مثنوی‌های عطار، ارداویراف‌نامه سرودهٔ زرتشت بهرام پژدو و زراتشت‌نامه منسوب به او، کلیله و دمنهٔ قانعی طوسی و بوستان سعدی و حماسه‌های دیگر دینی مانند خاوران‌نامهٔ ابن حسام خوسفی، حملهٔ حیدری باذل مشهدی همگی چه از نظر زبان و سبک و چه از نظر موضوع و مضمون وام‌گرفته از شاهنامه هستند.
شیخ احمد جام (وفات ۵۳۶ هـ ق) در کنوزالحکمة (۵۳۳ هـ ق) فردوسی را «یکی از حکمای امت محمد» نام می‌برد. یوسف بن علی مستوفی در خردنامه در صد جای با یاد نام فردوسی یا جز آن، بیت‌هایی از شاهنامه را آورده است. شهاب‌الدین سهروردی (وفات ۵۸۷ هـ ق) در برخی آثار خویش از شاهنامه بهره برده است. ظهیری سمرقندی در اغراض‌السّیاسة فی اعراض‌الرّیاسة — مانند سهروردی در بهره از شاهنامه برای برخی داستان‌های عرفانی — از شاهنامه دربارهٔ سیاست و اخلاق بهره برده است. نجم‌الدین راوندی در راحةالصدور و آیةالسرور شاهنامه را «شاهِ نامه‌ها و سردفتر کتاب‌ها» نامیده است. شمس سجاسی در فرائدالسلوک (۶۰۹ هـ ق) فردوسی را ستوده است. سعدالدین وراوینی در مرزبان‌نامه (میان سال‌های ۶۰۷ تا ۶۲۲ هـ ق) از فردوسی یاد کرده است. ضیاءالدین بن اثیر (وفات ۶۳۷ هـ ق) شاهنامه را ستوده و «قرآن عجم» دانسته و آن را دلیل برتری ایرانیان بر اعراب شمرده است. عطاملک جوینی در تاریخ جهانگشای (۶۵۰ تا ۶۵۸ هـ ق) دربارهٔ سلطان طغرل می‌گوید که او در پیشِ لشکر بیت‌هایی از شاهنامه را می‌خواند. ابن بی‌بی در کتاب خود شناخته‌شده به تاریخ ابن بی‌بی (۶۸۰ هـ ق)، داستان پاداش فرستادن فخرالدین بهرام‌شاه (وفات ۶۲۲ هـ ق) برای نظامی گنجوی و نکوهش ناسپاسی سلطان محمود دربارهٔ فردوسی را بیان می‌کند. رشیدالدین فضل‌الله همدانی در جامع‌التواریخ (۷۱۰ هـ ق) از فردوسی یاد کرده است. ابن یمین (وفات ۷۶۹ هـ ق) به فردوسی ارادت داشت و دو قطعه دربارهٔ فردوسی دارد. شاه شجاع مظفری در نامه‌ای به برادرش، شاه محمود بیتی از شاهنامه را تضمین کرده است. حافظ ابرو (وفات ۸۳۳ هـ ق) در زبدةالتواریخ از فردوسی یاد کرده است. شرف‌الدین علی یزدی در ظفرنامهٔ تیموری چند قطعه و منظومه دارد که در آن‌ها از فردوسی یاد شده است. ابن ماجد در کتاب الفوائد، افسانه‌ای دربارهٔ فردوسی بیان می‌کند و پس از آن، آن داستان را ردّ می‌کند. او فردوسی را برترین سرایندهٔ ایران می‌داند. سام میرزا در تحفهٔ سامی داستان مولانا عبدالله هاتفی و مولانا جامی و پاسخ هاتفی به جامی دربارهٔ سرودن بیت‌هایی در پاسخ بیت‌هایی از شاهنامه را بیان می‌کند. محمد دارابی شیرازی در لطیفهٔ غیبیّه از شاهنامه بهره برده است. همچنین نفوذ شاهنامه در مثل‌های فارسی بسیار چشم‌گیر است.

### در جهان عرب
ظاهراً نخستین ترجمه از شاهنامه به عربی، به‌دست اثیرالملک نیشابوری انجام شده، اما اکنون متنی از آن در دست نیست. پس از آن، نخستین تلاش در جهان عرب، ترجمهٔ شاهنامه به‌دست بنداری و به‌فرمان سلطان ملک معظم عیسی، فرزند ملک عادل ایوبی در سال ۶۲۰ ه‍.ق است. بنداری تنها دوسوم شاهنامه را ترجمه کرد و رویدادهای شاهنامه را خلاصه و ساده و بدون توصیف‌های ادبی و شاعرانه در ترجمه‌اش آورد. در سال ۱۹۳۲ ادیب مصری، عبدالوهاب عزام ترجمهٔ بنداری را چاپ کرد و مقدمه‌ای در صد صفحه دربارهٔ فردوسی و شخصیت‌های شاهنامه و ملت‌های یونان و روم و هند و اعراب نگاشت و در پایان نیز به ترجمهٔ بنداری و ارزش تاریخی و ادبی آن پرداخت.
به دلایل گوناگون نفوذ شاهنامه در ادبیات عرب پررنگ به‌چشم نمی‌آید. در این‌باره می‌توان به دیدگاه طه حسین دربارهٔ شاهنامه و به‌طور کلی ادبیات فارسی، فراخوانی نویسندگان عرب به الهام از ادبیات غربی به‌دست منتقدان معاصر عربی، به نثر بودن ترجمهٔ بنداری و نبود زمینهٔ حماسه در ادب عرب اشاره کرد. با این‌همه، نمی‌توان از این نفوذ اندک چشم پوشید. عبدالقادر مقدم، شاعر مغربی و جمیل صدقی زهاوی شاعر معاصر عربی در سروده‌های خود به تأثیر فردوسی و شعر او در ادب عرب اذعان دارند. خلیل مطران به‌پیروی از داستان «کسری و بزرگمهر» در شاهنامه، قصیده‌ای با نام «مقتل بزرجمهر» سرود. عبدالوهاب عزام، جمیل صدقی زهاوی، شبلی ملاط و اخطل صغیر نیز سروده‌ها و قصیده‌هایی دربارهٔ فردوسی دارند.

### در میان فرانسوی‌زبانان
نخستین فرانسوی که به فردوسی و شاهنامه پرداخته، ژان شاردن، ایران‌شناس و جهانگرد فرانسوی است. او فردوسی را تاریخ‌نگار می‌پنداشت و گمان می‌کرد که همهٔ ایرانیان نیز شاعر هستند. پس از او نخستین ادیب و خاورشناس فرانسوی لویی-متیو لانگلس بود که برپایهٔ پژوهش‌هایش دربارهٔ فردوسی و شاهنامه به سخن پرداخت. پس از مدتی ژول مل ترجمهٔ شاهنامه را در سال ۱۸۲۶ و به‌دستور دولت فرانسه آغاز کرد و تا پایان عمر در سال ۱۸۷۶ به این کار پرداخت. این شاهنامه میان سال‌های ۱۸۳۸ تا ۱۸۷۸ به‌چاپ رسید. نخستین منتقدی که دربارهٔ این ترجمه سخن گفت، ژان-ژاک آمپر استاد دانشگاه سوربن بود. او به فردوسی لقب «هومر ایران» داد و شاهنامه را از حماسهٔ هندوها، مهابهاراتا و رامایانا برتر دانست. شارل-آگوستن سنت-بوو نویسنده و منتقد رمانتیک نیز تحت تأثیر ترجمهٔ مل، شیفتهٔ فردوسی بود. لامارتین نیز با توجه به این ترجمه، از فردوسی و قهرمان او رستم یاد کرده و آنان را ستوده است. ویکتور هوگو، فرانسوا کوپه، ژول لومتر، موریس بارس و تئودور نولدکه هم از کسانی بودند که از این ترجمه بهره بردند و آن را ستودند. پس از این‌ها و پس از انتشار چهار جلد از شاهنامه، هوگو در سال ۱۸۵۹ دوباره به فردوسی پرداخت و با الهام از او، افسانهٔ قرون را نوشت.

### نزد انگلیسی‌زبانان
ویلیام جونز نخستین کسی است که در انگلستان و حتی اروپا از فردوسی و شاهنامه سخن گفت. جونز متوجه شباهت میان زبان فارسی و زبان‌های هندواروپایی شد و این را از راه مطالعهٔ شاهنامه به زبان فارسی به‌دست‌آورد. در ۱۸۱۱ متیو لومسدن نخستین جلد از شاهنامه را با خوشنویسی نستعلیق و با حروف سربی در ۷۲۲ صفحه و در قطع رحلی با مقدمه‌ای به زبان انگلیسی به‌چاپ رساند. در سال ۱۸۲۹ ترنر ماکان یک دورهٔ کامل شاهنامه را در چهار جلد و برپایهٔ نسخه‌های معتبر و اصول نسخه‌شناسی به‌چاپ رساند. ساموئل جانسون، جیمز راسل لوول، لافکادیو هرن و الکساندر راجرز از دیگر کسانی بودند که دربارهٔ فردوسی و شاهنامه پژوهش و آثاری داشته‌اند.
در دوره‌ای که ادبیات شرق در اروپا مورد توجه قرار گرفته‌بود، با این‌گونه چاپ‌ها و انتشار شاهنامه، توجه به فردوسی و کتاب او در کنار دیگر آثار ادب فارسی، روزافزون شد. در این میان برخی منتقدان اسطوره‌های شاهنامه را فراسوی اغراق‌های ادبی بیان می‌کردند و بر این باور بودند که در میان داستان‌ها و شخصیت‌هایی چنان رمانتیک و اغراق‌شده نمی‌توان رد پایی از حقیقت تاریخی معتبر یافت. اما از دیگر سوی، برخی دیگر چون ریچارد هول در مقام پاسخ برآمدند و بر این باور بودند که اگر اسطوره‌های ایرانی زاییدهٔ تخیل باشند، پس دربارهٔ عناصر فراطبیعی در ادبیات انگلیسی مانند آنچه در آثار الکساندر پوپ است چه باید گفت؟ ویلیام جونز فردوسی و حافظ را هومر ایران و آناکرئون ایران می‌داند. آگاهی جونز از نزدیکی زبان فارسی و زبان‌های کلاسیک سبب گرایش همبستگی این دو قلمرو زبانی باستانی شد. چنین بود که نویسنده‌ای چون آیزاک دیزریلی باور داشت که سرایندگان ایرانی تأثیر شگرفی بر یونانی‌های باستان داشته‌اند؛ بنابراین، با این‌که فردوسی دوهزار سال از هومر فاصله داشت، اما این دو را به‌عنوان شاعران هم‌عصر شناخته‌اند.

### در میان آلمانی‌ها
نخستین بار در سال ۱۷۹۳ گزیده‌ای از شاهنامه به‌دست اس. اف. جی. وال به زبان آلمانی ترجمه شد. پس از آن گراف فون لودلف ترجمه‌ای دیگر را در سال ۱۸۱۱ انجام داد. یکی از ترجمه‌های شناخته‌شدهٔ شاهنامه به زبان آلمانی، ترجمهٔ یوزف فون هامر خاورشناس اتریشی است. او در سال ۱۸۱۳ بخشی از شاهنامه را ترجمه و منتشر کرد. فریدریش روکرت در سال ۱۸۱۹ پس از دیدار با هامر دست به ترجمهٔ شاهنامه زد. ترجمهٔ او از مهم‌ترین ترجمه‌ها به زبان آلمانی است که پس از مرگ او در ۱۸۹۰ چاپ شد. یوزف فون گورس نخستین کسی بود که توانست در سال ۱۸۲۰ ترجمهٔ به‌نسبت کاملی را از شاهنامه انجام دهد. و آدولف فریدریش فون شاک نیز ترجمهٔ کاملی را در ۱۸۵۱ از شاهنامه انجام داد. پس از شاهنامهٔ لمسدن، ماکان و مل چهارمین چاپ مهم شاهنامه به‌دست خاورشناسان در غرب، چاپ یوهان فولرس دانشمند ایران‌شناس است که این چاپ به‌نسبت چاپ‌های پیشین، دانشورانه‌تر است. فولرس این شاهنامه را در سال‌های ۱۸۷۷ تا ۱۸۸۴ میلادی با همکاری ساموئل لانداور در شهر لیدن و در سه جلد چاپ کرد. او پیش از این نیز، گزیده‌ای از شاهنامه را در ۱۸۳۳ چاپ کرده‌بود.
این ترجمه‌ها گوته را شیفتهٔ ادب فارسی و دلبستهٔ فردوسی ساخت تا آن‌جا که در یادداشت‌ها و نوشتارهایش دربارهٔ دیوان غربی-شرقی خود فردوسی و شاهنامه را می‌ستاید. هالیستن در ۱۸۳۹ و فون استر کنفلس در ۱۸۴۰ داستانی دربارهٔ بازدید تیمور لنگ از آرامگاه فردوسی پرداختند. هاینریش اشتیگلیش در جلد دوم کتاب پیکره‌های شرق که در سال ۱۸۳۱ چاپ شد و دربارهٔ ایران است، چند شاعر ایرانی و در اوج آنان فردوسی را ستوده و داستان زندگی فردوسی را به نظم درآورده است. هاینریش هاینه نامدارترین شاعر آلمانی است که فردوسی را ستوده و سروده‌ای با نام «فردوسی شاعر» دربارهٔ شاهنامه و سراینده‌اش دارد. از دیگر شاعران آلمانی که از فردوسی و شاهنامه اثر پذیرفته‌اند می‌توان کنتس آیدا هان هان و اتو فریدریش گروپه را نام برد.
پژوهش‌های انجام‌شده در سده‌های نوزدهم و بیستم در آلمان فراوان است که مهم‌ترین آن‌ها، پژوهش نولدکه و هانس مولر است. فریتز ولف، پژوهشگر آلمانی فرهنگ شاهنامهٔ فردوسی را با سنجش با دو نسخهٔ ماکان و فولرس چاپ کرد. جلال خالقی مطلق این فرهنگ را مهم‌ترین کار انجام‌شده تاکنون دربارهٔ شاهنامه بیان می‌کند و بخشی از کامیابی خود در ویرایش شاهنامه را وامدار این فرهنگ می‌داند.

### میان جمهوری‌های شوروی سابق
پژوهش‌ها و ترجمه‌های بسیاری دربارهٔ فردوسی و شاهنامه در کشورهای شوروی سابق و به زبان‌های آذری، ارمنی، ازبکی، اوکراینی، تاجیکی، زبان روسی و زبان گرجی انجام شده است. در ارمنستان هم‌زمان با پایان زندگی فردوسی، توجه به شاهنامه آغاز شد. گریگور ماگیستروس، تاریخ‌دان، اندیشمند و شاعر نامدار ارمنی، در رسالهٔ خود اشاره‌های فراوانی به بخش‌های گوناگون شاهنامه کرده است. نفوذ شاهنامه در ارمنستان آن‌چنان ژرف شد که برخی از سرایندگان ارمنی، ریشه و نژاد قهرمانان شاهنامه را ارمنی دانستند. تا سدهٔ سیزده میلادی در ارمنستان، شاهنامه‌خوانان حرفه‌ای شاهنامه را با آهنگی ویژه می‌خواندند و مردم نیز بسیار دوستدار این داستان‌ها بودند، آن‌چنان‌که آن‌ها را چون داستان‌های میهنی خود می‌پنداشتند. در درازای سده‌های اخیر ترجمه‌های گوناگونی از داستان‌های شاهنامه انجام شد. در ۱۹۳۷ اچ. جاوید نمایش‌نامه‌ای را در پنج پرده از «داستان سیاوش» منتشر کرد. در ۱۹۴۸ کتاب منابع ایرانی دربارهٔ ارامنه، بر مبنای شاهنامه نوشتهٔ هراچیا آچاریان در ایروان چاپ شد. در ۱۹۶۷ کتاب شاهنامه و منابع ارمنی آن نوشتهٔ آودیس شهسواریان در ایروان چاپ شد.
ترجمه‌ای از همه شاهنامه به‌دست آخوند ملا خاموش به زبان ازبکی در دست است که از آن دو نسخهٔ دست‌نویس به سال ۱۰۹۳ میلادی و ۱۲۲۶ هـ ق. در کتابخانهٔ تاشکند وجود دارد. همچنین چاپ‌ها و ترجمه‌های دیگری نیز به زبان ازبکی در دسترس است.

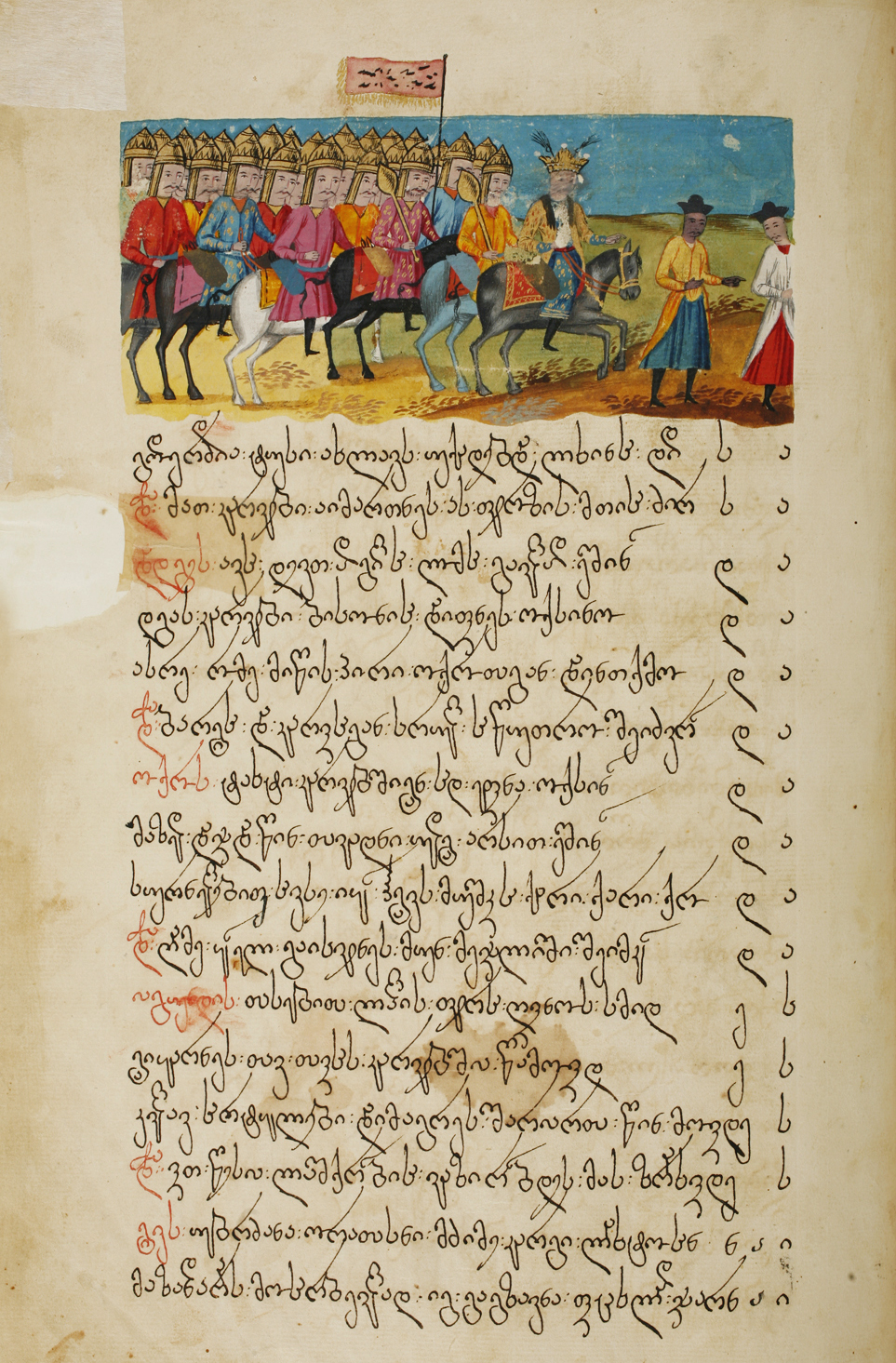
صفحه‌ای از ترجمه شاهنامه به گرجی. تاریخ پیدایش این اثر مشخص نیست.

در اوکراین پژوهش‌هایی دربارهٔ تاریخ ایران انتشار یافت، اما نخستین پژوهش بنیادین به‌دست آهتانل کریمسکی انجام شد. بخشی از پژوهش‌های او ترجمه‌های ادبی آثار ایرانی بود. در این میان مهم‌ترین ترجمه‌ها، ترجمهٔ شاهنامه با نام شاهنامه یا تاریخ شاهان ایران است که به زبان اوکراینی در سال ۱۸۹۶ در کی‌یف منتشر و چاپ پسین آن در ۱۹۲۲ انجام شد.
در سال ۱۹۴۰ کتابی با نام دربارهٔ فردوسی و شاهنامهٔ او نوشتهٔ صدرالدین عینی در دوشنبه چاپ شد. با گشایش فرهنگستان علوم تاجیکستان در ۱۹۵۱ میلادی، در کنار کوشش‌های فرهنگی و ادبی و زبان‌شناسی، گروهی از ایران‌شناسان نیز به پژوهش در فرهنگ ایران پرداختند. در ۱۹۵۴ محمد نوری عثمانوف کتاب مقام شاهنامهٔ فردوسی در ادبیات تاجیکی قرون نهم و دهم میلادی را در مسکو چاپ و منتشر کرد. کتاب منظومه‌هایی از شاهنامهٔ فردوسی به‌دست سیمون لیپکین در ۱۹۵۹ ترجمه و چاپ شد. در سال ۱۹۶۰ نیز «داستان کیقباد و کیکاوس» به‌دست وی. درژاوین در دوشنبه منتشر شد.
نخستین بار در سال ۱۸۱۵ و در شمارهٔ ۱۰ مجلهٔ وستنیک اوروپی، پاره‌هایی از شاهنامه به روسی ترجمه شد. واسیلی ژوکوفسکی در سال ۱۸۴۹ «داستان رستم و سهراب» را به نظم روسی ترجمه کرد. این ترجمه از آثار شناخته‌شدهٔ ادبیات روسی به‌شمار می‌رود. سوکولوف دو بار در سال‌های ۱۹۰۵ و ۱۹۱۵ به ترجمهٔ شاهنامه دست زد. نخستین بار از آغاز تا پایان «پادشاهی فریدون» را ارائه کرد و در بار دوم، «داستان زال و رودابه» و «رستم و سهراب» را ترجمه کرد. در ۱۹۱۵ کریمسکی بخش‌هایی از شاهنامه را ترجمه و در مسکو چاپ کرد. او ترجمهٔ دیگری، از آغاز شاهنامه تا «پادشاهی منوچهر» به شعر و به زبان روسی دارد که این کتاب دو بار در سال‌های ۱۸۹۶ در لوو و ۱۹۲۲ در کی‌یف چاپ شد. او در کتاب تاریخ ایران و ادبیات آن، شاهنامه را کتابی باعظمت برمی‌شمرد و آن را بر پایه‌های دینی و میهنی ایران استوار و جنگ‌های ایران و توران را نمود پیکار نیکی و پلیدی می‌داند. در سال ۱۹۳۴ میلادی هم‌زمان با هزارهٔ فردوسی، یادبودی در مسکو و لنینگراد و پایتخت‌های هفت جمهوری دیگر برپا شد و چندین ترجمه و پژوهش دربارهٔ فردوسی در این کشورها انجام گرفت. در همان سال انستیتو خاورشناسی آکادمی علوم اتحاد شوروی نشریه‌ای با نام فردوسی در لنینگراد منتشر کرد و به چگونگی برگزاری یادبود پرداخت. همچنین نسخه‌های خطی شاهنامه به‌دست گوزالیان و دیاکونوف گردآوری و در لنینگراد چاپ شد. در ۱۹۵۵ ترجمهٔ متن کامل شاهنامه به نظم روسی در شش جلد و زیر نظر آکادمی علوم اتحاد شوروی آغاز و نخستین جلد آن در ۱۹۷۵ چاپ شد. جلدهای دوم و سوم نیز در سال‌های ۱۹۶۰ و ۱۹۶۵ منتشر شد که روی‌هم، از آغاز شاهنامه تا «پادشاهی لهراسب» را دربرمی‌گیرد. در چاپ این کتاب، از نسخه‌های گوناگون فارسی شاهنامه — مانند نسخهٔ شاهنامهٔ بایسنقری و نسخهٔ کتابخانهٔ ملی لنینگراد — بهره برده‌شده و گروهی از متخصصان زبان و ادبیات فارسی بر این کار گمارده شده‌بودند. افزون بر این‌ها، ترجمه‌ها و پژوهش‌های فراوان دیگری از شاهنامه به زبان روسی انجام شده است.
کهن‌ترین ترجمهٔ شاهنامه به زبان گرجی اندکی پس از درگذشت فردوسی در سدهٔ دوازده میلادی انجام شده، اما اکنون از آن ترجمه اثری نیست. پس از آن در سده‌های پانزدهم تا هجدهم میلادی ترجمه‌های فراوانی از بخش‌های گوناگون شاهنامه به زبان گرجی به نظم و نثر انجام گرفت که اکنون همگی در دسترس هستند. مهم‌ترین آن‌ها، «رستومیانی» یا «رستم‌نامه» است که سرافیون ساباشوبلی، نویسندهٔ نامی گرجی در اواخر سدهٔ پانزدهم و اوایل سدهٔ شانزده بخش بنیادین آن را ترجمه کرده و ترجمهٔ بخش واپسین آن به‌دست خسرو تورمانیدزه انجام شده است. این ترجمه در سال ۱۸۹۱ در تفلیس چاپ شد. ترجمه‌های فراوان دیگری نیز از شاهنامه به زبان گرجی در دست است.
چاپ و انتشار گزیدهٔ شاهنامه به زبان آذری زیر نظر آر. آخوندوف در سال ۱۹۳۴ از دیگر کوشش‌ها در شوروی سابق است.

### در پهنهٔ گیتی
افزون بر آنچه رفت، برگردان‌ها، پژوهش‌ها و چاپ‌های فراوانی دربارهٔ فردوسی و شاهنامه در سراسر گیتی انجام شده است. ترجمه‌هایی به زبان‌های اردو، ایتالیایی، بنگالی، پشتو، ترکی، چکی، دانمارکی، رومانیایی، ژاپنی، صربی، سوئدی، عبری، کردی، گجراتی، لاتین، لهستانی، مجاری و هندی انجام شده است. برابر کتابشناسی فردوسی و شاهنامه گردآوری ایرج افشار — که نوشته‌ها دربارهٔ فردوسی و شاهنامه از آغاز تا سال ۱۳۸۵ را دربرمی‌گیرد — با به‌شمار آوردن سروده‌های منسوب به فردوسی مانند یوسف و زلیخا تا سال ۱۳۸۵، ۵۹۴۲ شماره نوشتار، گفتار، فصل، کتاب منفرد و مجموعهٔ مستقل، ترجمه و منقول‌ها، نسخه‌های دست‌نویس تاریخ‌دار و بی‌تاریخ و گزیده و منثور، چاپ‌های متن شاهنامه و خلاصه‌های آن، یک یا چند داستان از آن، آثاری که برپایهٔ شاهنامه گردآوری شده‌اند، نمایش‌نامه‌ها برپایهٔ آن و چاپ‌های یوسف و زلیخا در این سال‌ها به‌دست آمده است.

## بازگردانی‌ها، ویرایش‌ها و پژوهش‌ها در شاهنامه

### بازگردانی‌های شاهنامه
شاهنامهٔ فردوسی بزرگ‌ترین کتاب به زبان پارسی است که در همه جای جهان مورد توجه قرار گرفته است و مهم‌ترین دلیل آن بازگردانی‌های گوناگون آن و پژوهش‌های گسترده و همه‌جانبه دربارهٔ آن در زبان‌های خارجی است. نخستین بار بنداری اصفهانی شاهنامه را به زبان عربی بازگردانی کرد. این بازگردانی از روی نخستین شاهنامه که در سال ۳۸۴ تمام شده‌بود، انجام شد و در زبان عربی الشاهنامه نام‌گذاری شد. قانصوه غوری از سلطان‌های مملوکی مصر که اهل ادبیات و شعر نیز بود؛ امر کرد که شاهنامهٔ فردوسی را از فارسی به ترکی ترجمه کنند. علی افندی در سال ۹۱۶ هجری قمری شاهنامه را بدون کاستی به شعر ترکی درآورد. سرافیون ساباش‌ویلی (ادیب معروف گرجستان) شاهنامه را به نثر و نظم به گرجی درآورد. او نتوانست بازگردانی کامل شاهنامه را انجام دهد، اما اثر او پس از مرگش به دست برخی از مترجمان گمنام کامل شد.
نخستین شخص اروپایی که از فردوسی و شاهنامه سخن گفت، ویلیام جونز انگلیسی بود که در کتاب خود موسوم به شرح ادبیات آسیایی، پاره‌هایی از شاهنامه را در سال ۱۷۷۴ میلادی بازگردانی کرد، اما چون او چندان از زندگی فردوسی آگاهی نداشت، شاهنامه را اثر چند تن از شاعران دانست. پس از او، لومسدن انگلیسی بود برگردان خوبی از شاهنامه انجام داد که تنها یک بخش از آن منتشر شد. پس از او نیز مهم‌ترین بازگردان کامل شاهنامه تا مرگ رستم توسط گورس آلمانی در سال ۱۸۲۰ میلادی انجام گرفت و توجه همگان را به شاهنامه جلب کرد. در سال ۱۸۷۳، فریدریش روکرت (خاورشناس و شاعر آلمانی) داستان رستم و سهراب را به نظم آلمانی درآورد و این بازگردانی موجب نامداری فراوان شاهنامه در ادبیات اروپایی شد.
از سال ۱۸۳۸ تا ۱۸۷۸، یکی از مهم‌ترین بازگردان‌های شاهنامه به زبان فرانسوی توسط ژول مل انجام گرفت. از بازگردان‌های دیگر شاهنامه می‌توان بازگردان منظوم پیتزی به زبان ایتالیایی نام برد. ژو کوسکی نیز داستان رستم و سهراب را به نظم روسی درآورد. باید یاد شود که شاهنامه این اثر حماسی ملی ایرانیان به بیش از سی زبان جهان ترجمه شده است. همچنین آثاری از شاهنامه به زبان‌های ارمنی، گجراتی، دانمارکی، مجاری، سوئدی، لهستانی و هندی بر جای مانده است. دکتر صالح محمد زیری وزیر پیشین وزارت صحت عامه افغانستان و یکی از شخصیت‌های سیاسی چهار دهه تاریخ این کشور، شاهنامه را با عنوان «د فردوسی شهنامه» به نثر شیوای پشتو برگرداند. بازگردان پشتو در هجده ماه به پایان رسید و در سال ۱۳۹۳ خورشیدی (۲۰۱۴) نخستین چاپ آن در ۶۳۳ صفحه روانهٔ بازار شد. بازگردان پشتو در آغاز کتاب، جستار گسترده‌ای دارد در پیرامون سرزمین پهناور شاهنامه از کوه قاف تا سیستان، از زابل تا سمنگان و از اندراب تا گرزوان و به دنبالش اشاره می‌کند به دو دلیلی که چرا شاهنامه در سرزمین‌های بیشتر پشتونشین درست جا نیفتاده است.

همچنین شماری از بازگردانی‌های شاهنامه عبارتند از:
- بازگردانی هاگمان به زبان لاتین در سال ۱۸۰۱
- بازگردانی استفان وستون به زبان انگلیسی در سال ۱۸۱۵
- بازگردانی هلن زیمرن به زبان انگلیسی در سال ۱۸۲۲
- بازگردانی تولو رابرستن به زبان انگلیسی در سال ۱۸۳۱
- بازگردانی هالیستن به زبان لاتین در سال ۱۸۳۹
- بازگردانی فن استار کنفلس به زبان آلمانی در سال ۱۸۴۰
- بازگردانی مودی به زبان گجراتی که به سال ۱۸۹۷ الی ۱۹۰۴ در بمبئی به چاپ رسید.
- بازگردانی ژرژ وارنر و ادموند وارنر به زبان انگلیسی در سال ۱۹۰۵
- بازگردانی بگستون به زبان انگلیسی در سال ۱۹۰۷
- بازگردانی راجرز به زبان انگلیسی در سال ۱۹۰۷
- بازگردانی ویلیام استیگند به زبان انگلیسی در سال ۱۹۰۷
- بازگردانی تیریاکیان از داستان اردشیر بابکان به زبان ارمنی که در سال ۱۹۰۹ در نیویورک به چاپ رسید.
- بازگردانی والاس گاندی به زبان انگلیسی در سال ۱۹۱۲
- بازگردانی اسیگمن به زبان آلمانی در سال ۱۹۱۹
- بازگردانی ژرژ لچینسکی به زبان آلمانی در سال ۱۹۲۰
- بازگردانی ورنر یانسن به زبان آلمانی در سال ۱۹۲۲
- بازگردانی رادو آنتال به زبان مجاری در سال ۱۹۳۱
- بازگردانی آرتور کریستنسن به زبان دانمارکی در سال ۱۹۳۱
- بازگردانی آکسل اریک هرملین به زبان سوئدی در سال ۱۹۳۱
- بازگردانی ژوزف اوربلی به زبان روسی در سال ۱۹۳۴
- بازگردانی جروم کلینتن به شعر سپید انگلیسی در سال ۱۹۸۷
- بازگردانی دیک دیویس (Dick Davis) داستان سیاوش در قالبِ شعر سپید انگلیسی ۱۹۲۱

### مشکلات ویرایشی نسخه‌های خطی شاهنامه
بیشتر از ۵۰۰ سال نبود «گ چ پ ژ» در نوشتار الفبای خط فارسی (کوفی) باعث تغییر بسیاری از نام‌ها شده که نام اصلی برخی به‌کلی قابل کشف نیست. این مشکل خود را در شاهنامه به‌خوبی نشان می‌دهد همه یا بیشتر نسخه‌های شاهنامه خطی تا سه قرن پیش فاقد گ چ پ ژ هستندکه مشکلات و اختلاف نگر را برای کشف بسیاری از نام‌ها و واژگان ایجاد کرده است.
گمان می‌شد از ۵۰۰ سال پیش شیوه نوشتار خط فارسی به همین سبک و روش کنونی بوده اما اکنون مشخص شده که تا پیش از چاپ سنگی اگر چه نوشتن گچ پ ژ تا حدودی رایج شده بود اما کاربرد آن استاندارد نشده بود و در بیشتر مکاتبات حتی تا دو قرن پیش همچنان کاربرد گچ پ ژ بعضاً دیده نمی‌شود. خط فارسی کنونی، فارسی‌شدهٔ خطی است که در حیره، بصره و کوفه در دوره صدر اسلام رایج شد و در چند قرن بعد چهار حرف «پ»، «ژ»، «گ» و «چ» بدان افزوده شده است.
به‌طور نمونه کهن‌ترین نسخه خطی باقی مانده و شناخته شده از شاهنامه فردوسی نسخهٔ خطی کتابخانه فلورانس است نگارش محرم سال ۶۱۴ ه‍.ق (۱۲۱۷ میلادی) تعجبی ندارد که در این نسخه حروف: گ چ پ ژ بکار نمی‌رفته است اما در نسخه‌های بسیار متاخر تر هم این ۴ حرف پارسی وجود ندارد. اگر حروف گ چ پ ژ در نوشتن شاهنامه به کار نرود کاستی‌های بزرگ و مشکلات عدیده‌ای ایجاد می‌شود. بدین صورت که به ناچار در آن گنج می‌شود کنج. پادشاه می‌شود باشا. گل می‌شود کل. گودرز و گیو = کودرز و کیو. گرگین = کرکین. چرم + جرم. پارس = بارس. گستهم = کستهم (و معرب به بسطام). هوشنگ = هوشنج. گناباد=کنابد. جایگه = جایکه. سپاه = سبه. گرز = کرز. گفتار = کفتار. منوچهر = منوجهر. پیل = بیل. چنان‌که - جنانکه - آگهی = اکهی -پنداشت = بنذاشت. پلنگ =بلنک. چراغ = جراغ - پشن - بشن - شادان= شاذان- و … و … در این نسخه حرف" ژ " وجود دارد؛ اما نقطه گذاری‌ها کاستی‌های فراوان و بیشمار دارد در ترجمه فارسی قران قدس هم که کهن‌ترین ترجمه فارسی است و در چندین کتاب مهم نسخه‌های خطی تا ۵۰۰ سال پیش در نگارش آنها گ چ پ اصلاً وجود ندارد اما در برخی ژ وجود دارد. اما نقطه‌گذاری‌ها بسیار کم رعایت شده است.
الفبای فارسی تا زمان ظهور چاپ‌های سنگی و سربی از مشکلات و نقصان‌های متعددی رنج می‌برد الفبای خط کنونی فارسی از خط کوفی گرفته شده که فاقد اعراب و نشانه بوده است. الفبای کوفی خود از خط حیره گرفته شده که گونه‌ای خط تکاملی از الفبای پهلوی بوده است. خط کوفی را تقریباً به‌صورت شکلی و تصویری حفظ می‌کردند چون نمی‌توانست همه صداها را ارائه کند.
مشکل دیگر در همه نسخه نخستین خطی شاهنامه و از جمله نسخه فلورانس بیشتر {د} را {ذ } نوشته است. نقطه روی {د } عجیب است البته برخی موارد لهجه خراسانی د را ذ تلفظ می‌کند مانند گنبذ. به‌جای گنبد. یا بدو گفتم می‌شود بزو گفتم. اما دیگر موارد که بسیار هم هست کمی عجیب است. مثل - خوذ - بیامذ - از خواب بیذار شد - ماذر - پذر - و … و .. برخی دیکته‌ها نیز غلط است مثلاً گودرز را در بسیاری جاها کوذر نوشته. برخی کلمات نقطه ندارند به‌طور نمونه چیره گشت نوشته شده حیره کشت. یا در چند جا برفت بدون نقطه نوشته شده معلوم نیست" برفت درسته یا نرفت"! البته تصحیح کنندگان بعدی نقطه‌های اضافی را حذف کرده‌اند اما متأسفانه نا آگاهانه برخی نقطه اصلی را به اشتباه حذف شده است.
علت اصلی تغییر نام‌های جغرافیایی یا ثبت اشتباه نام‌ها و مکان‌ها؛ مشکلات و نقصان در همین گونه و نگارش الفبای بوده است که تعدد و کثرت در ثبت را ایجاد کرده است البته انتقال شفاهی هم باعث تغییر در تلفظ نام‌ها بوده است به‌طور نمونه گناباد به شکل‌های زیر در کتابهای مسالک و ممالک آمده است. کنابذ. کنابد. یناباد. جناباد. جن آباد. گون آباد. همه این تغییرات بخاطر نبود گ در خط کوفی و عربی و الفبای اولیه فارسی ایجاد شده. حتی در معربات پیران به ابیران و گستهم به بسطام و بهرام گور به جور و … تبدیل شده است که در برگردان هنوز هم می‌تواند اشتباهاتی را پیدا کرد.

### ویرایش‌های شاهنامه
از آن میان، جلال خالقی مطلق، بازنگرانه‌ترین پیرایش شاهنامه را همراه با پژوهش‌ها و یادداشت‌های فراوان پدیدآورده است و به گفتهٔ برخی بهترین ویرایش از شاهنامه است. شاهنامهٔ ویراستهٔ جلال خالقی مطلق در ۸ جلد زیر نظر احسان یارشاطر در نیویورک به چاپ رسیده است. ویراست دوم پیرایش خالقی مطلق در دو جلد در انتشارات سخن به سال ۱۳۹۳ به چاپ رسیده است.

پیش از آن نسخه تصحیح مسکو بهترین تصحیح خوانده می‌شد. پژوهشکده شاهنامه از سال ۵۲ آغاز به تصحیح مجدد به صورت موضوعی کرد که پس از انقلاب کار نیمه تمام متوقف شد. واپسین بخش در سال ۶۴ منتشر گردید.

روی جلد شاهنامهٔ مسکو
روی جلد شاهنامهٔ خالقی

#### برگردان شعر به نثر روان
دوازده تن از نویسندگان و پژوهشگران، مانند دکتر جلال خالقی، محمدعلی اسلامی ندوشن، دکتر منصور رستگار فسایی، بهرام گرگین، محبوبه کاشانی، میرجلال‌الدین کزازی، فریدون جنیدی و دیگران داستان‌های شاهنامه را به نثر آورده‌اند.

### پژوهش‌های شاهنامه
از سدهٔ نوزدهم میلادی به این سو پژوهش‌های فراوانی دربارهٔ فردوسی و شاهنامه انجام گرفته است. ژول مول، تئودور نولدکه، سید حسن تقی‌زاده، هانری ماسه، فریتز ولف، ملک‌الشعرا بهار، محمد قزوینی، مجتبی مینوی، محمدامین ریاحی، محمدعلی اسلامی ندوشن، ابوالفضل خطیبی و شاهرخ مسکوب از شناخته‌شده‌ترین پژوهشگران دربارهٔ فردوسی و شاهنامه هستند.

## آثار پیرامون شاهنامه

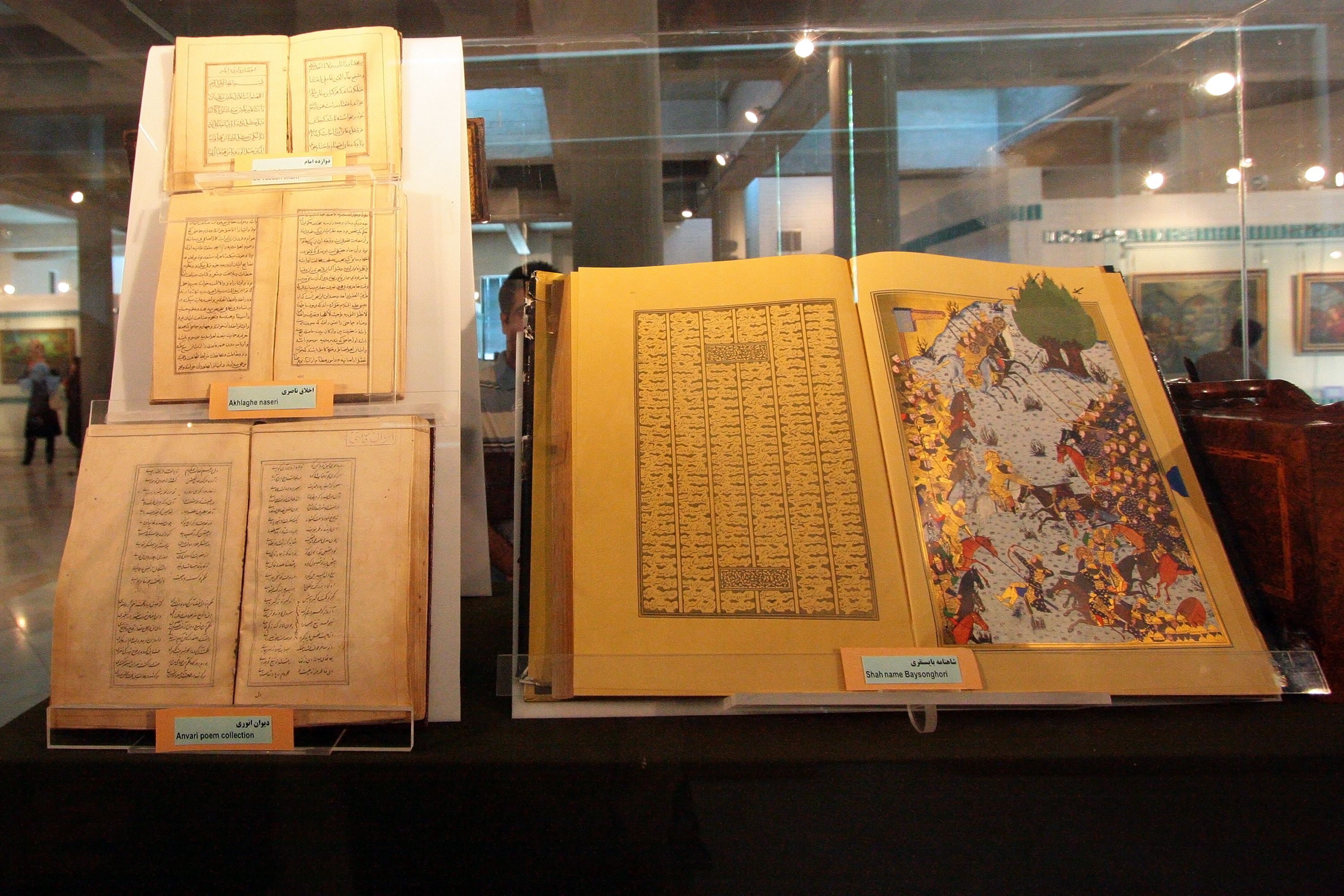
چند شاهنامه خطی در موزه فردوسی

### برگزیدهٔ ابیات شاهنامه
برگزیدهٔ ابیات شاهنامه نامی فراگیر برای کتاب‌هایی است که بخش‌هایی از شاهنامه فردوسی را دربرمی‌گیرند و در درازنای دوران‌های گوناگون گردآوری یا چاپ گردیده‌اند. دکتر کتایون مزداپور در پیشگفتاری که بر برگزیدهٔ شاهنامهٔ فردوسی (به گزینش دکتر احمدعلی رجایی بخارایی) نگاشته است می‌نویسد:

«حجم سنگین شاهنامه، مانع بزرگ بازخوانی و آشنایی نزدیک با آن، به ویژه در روزگار ما، مردم شتابزده را از اخت‌شدن با مجموع حوادث و روند کلی و پیوستاری داستان‌های خود بازمی‌دارد، و موجب بوده است که تهیه‌کردن گزیده‌ای از شاهنامه از عهدی نزدیک به زمان فردوسی آغاز شود.»∗

#### برگزیده‌های مشهور
برگزیده‌های پارینه∗
- برگزیده‌ای گمشده از مسعود سعد سلمان که گزینشی بوده است از بیت‌های حکمت‌آمیز شاهنامه که به احتمال، متعلق به قرن ششم است.
- برگزیدهٔ شاه‌جهانی

برگزیده‌های نوین
- دو برگزیده از محمد علی فروغی با نام‌های خلاصهٔ شاهنامه و منتخب شاهنامه∗
- محمودسپاسی. مجموعه ابیات برگزیده از نُه جلد شاهنامهٔ فردوسی، تهران، ۱۳۴۷.
- حبیب یغمایی. فردوسی در شاهنامه، تهران، انتشارات یغما، ۱۳۵۳.

این کتاب به گردآوری و گزیده‌نگاری بیت‌هایی از شاهنامه پرداخته است که در آن‌ها فردوسی به‌طور شخصی در بیان و خطاب مستقیم و بیرون از داستان به خواننده، حضور می‌یابد.
- نخبه‌ای از شاهنامه (گزیدهٔ اشعار داستانی شاهنامه) و داستان‌های ایرانیان از مجتبی مینوی∗
- احمدعلی رجایی بخارایی. برگزیدهٔ شاهنامهٔ فردوسی، به کوشش کتایون مزداپور، تهران: پژوهشگاه علوم انسانی و مطالعات فرهنگی، چاپ سوم ۱۳۸۱.

### کتاب‌های نوشته‌شده بر پایهٔ شاهنامه
- شاهنامه امین در هفت جلد مکمل و متمم شاهنامه فردوسی به نظم و نثر توسط پروفسور سید حسن امین بازآفرینی شده است.
- از رنگ گل تا رنج خار (شکل‌شناسی داستان‌های شاهنامه) نوشتهٔ قدمعلی سرامی
- هزارافسان کجاست؟، نوشته بهرام بیضایی
- پارسیان و من (در سه جلد: کاخ اژدها، راز کوه پرنده، رستاخیز فرامی‌رسد) نوشتهٔ آرمان آرین
- نامهٔ باستان (در ۹ جلد) نوشتهٔ جلال‌الدین کزازی
- تصحیح شاهنامه به کوشش جلال خالقی مطلق و با همکاری محمود امیدسالار و ابوالفضل خطیبی
- تصحیح دوره هشت جلدی از نسخهٔ شاهنامه فلورانس  به کوشش عزیزالله جوینی که هفت جلد آن توسط انتشارات دانشگاه تهران برای چندمین بار چاپ شده و جلد هشتم در مراحل چاپ می‌باشد.
- ویرایش شاهنامه به کوشش فریدون جنیدی (دورهٔ شش جلدی)

آمار بیانگر آن است که شمار رجوع و بهره از شاهنامه فردوسی در ایران بالاست. بر اساس آمار، شاهنامهٔ فردوسی در سال ۱۳۹۳ بیش از ۵۰ بار در کشور چاپ و ۱۴۰ بار نیز بازنویسی شده است. در این سال ۴۰هزار نسخه از متن شاهنامه در کتاب‌های گوناگون استفاده شده است. این بدان معنی است که روزی ۱۲۰۰ نسخه به نام فردوسی رقم خورده است.

### فیلم‌های ساخته‌شده بر پایهٔ شاهنامه
در سال ۱۳۱۳ خورشیدی، عبدالحسین سپنتا دست به کار ساخت فیلم «فردوسی» برای نمایش در جشن هزارهٔ فردوسی در توس شد. در سال ۱۳۳۶، مهدی رئیس فیروز فیلم «رستم و سهراب» را کارگردانی کرد. همچنین در زمینهٔ شاهنامه، فیلم‌های «بیژن و منیژه» به کارگردانی منوچهر زمانی در سال ۱۳۳۷، «سیاوش در تخت جمشید» به کارگردانی فریدون رهنما در سال ۱۳۴۶، «مردان سحر» به کارگردانی اسماعیل نوری‌علاء در سال ۱۳۵۰، «شاهزادهٔ ایرانی» به کارگردانی محمد نوری‌زاد در سال ۱۳۸۴ و مجموعه انیمیشن سه بخشی «افسانه ماردوش» به کارگردانی حسین مرادی‌زاده در سال ۱۳۸۱ تا ۱۳۸۴ ساخته شده است.
بوریس کیمیاگرف (کارگردان یهودی‌تبار تاجیک و زادهٔ سمرقند) که به فردوسی مهری بسیار داشت، پرهزینه‌ترین فیلم‌های تاریخ سینمای تاجیکستان («پرچم کاوهٔ آهنگر» در سال ۱۹۶۱، «داستان رستم» و «رستم و سهراب» در سال ۱۹۷۱ و «داستان سیاوش» در سال ۱۹۷۶) را ساخت. همچنین ویشرام بِدِکار فیلم «رستم و سهراب» را در سال ۱۹۶۳ ساخته است.

## هزارهٔ شاهنامه در یونسکو

هزارهٔ شاهنامه در یونسکو

۲۵ اسفند ۱۳۸۸ هزارمین سالگرد پایان سرایش شاهنامه است. هزارهٔ شاهنامه در فهرست رویدادهای فرهنگی، هنری و علمی در سال‌های ۲۰۱۰–۲۰۱۱ میلادی به پیشنهاد بنیاد فردوسی از سوی ایران در یونسکو به ثبت جهانی رسیده است. به همین روی برای گرامی‌داشت این رویداد در کشورهای گوناگون برنامه‌های دامنه‌داری برپا شد. جشن جهانی هزارهٔ شاهنامه با حضور نمایندگان ۱۹۲ کشور عضو یونسکو در ۳۱ مارس ۲۰۱۰ (۱۱ فروردین ۱۳۸۹) در شهر پاریس، فرانسه (مقر یونسکو) به کوشش بنیاد فردوسی برگزار شد.
همچنین با همکاری انجمن دوستی ایران و آلمان و بنیاد فردوسی ایران، آیین بزرگ‌داشت پایان هزارهٔ شاهنامه در برلین، آلمان در ۲۸ مهٔ ۲۰۱۰ (۷ خرداد ۱۳۸۹) برگزار شد. بهانهٔ برگزاری این بزرگ‌داشت، ثبت هزارهٔ شاهنامه در یونسکو بود. در این برنامه سخنرانان و پژوهشگران از زاویه‌های گوناگون به ارزش‌های تاریخی و ادبی شاهنامه، اثرگذاری آن در فرهنگ ایرانی، چگونگی بازتاب آن در هنر و ادبیات اروپایی و زندگی فردوسی پرداختند. این آیین در تالار کنسرت هاوس برلین در ژاندارمارن مارک برگزار شد.
در بخش نخست، پس از شناساندن فعالیت‌های انجمن دوستی ایران و آلمان و بنیاد فردوسی از سوی محمدحسین توسی‌وند (از پایه‌گذاران دو انجمن)، بخشی از سخنرانی‌ها به زبان آلمانی و بخشی به زبان پارسی انجام شد. در این بخش افرادی همچون ناصر کنعانی (استاد پیشین دانشگاه برلین)، بیژن غیبی (پژوهشگر تاریخ و ایران‌شناس ساکن آلمان)، اسدالله حبیب (استاد پیشین دانشگاه در افغانستان)، فریدون جنیدی (بنیانگذار و مسئول بنیاد نیشابور و عضو هیئت امنای بنیاد فردوسی) و روشن رحمان (استاد دانشگاه زبان و ادب پارسی در تاجیکستان) سخنرانی کردند. بازپسین سخنران این آیین نیز اولریش مارزولف (استاد دانشگاه گوتینگن و اسلام‌شناس آلمانی) بود. در بخش دوم هم مرجان صادقی از ایران به نقالی و شاهنامه‌خوانی پرداخت و گروه موسیقی محلی بانو به سرپرستی مریم آخوندی هنرنمایی کرد.

## بازگردانی‌ها، ویرایش‌ها و پژوهش‌ها در شاهنامه

### بازگردانی‌های شاهنامه
شاهنامهٔ فردوسی بزرگ‌ترین کتاب به زبان پارسی است که در همه جای جهان مورد توجه قرار گرفته است و مهم‌ترین دلیل آن بازگردانی‌های گوناگون آن و پژوهش‌های گسترده و همه‌جانبه دربارهٔ آن در زبان‌های خارجی است. نخستین بار بنداری اصفهانی شاهنامه را به زبان عربی بازگردانی کرد. این بازگردانی از روی نخستین شاهنامه که در سال ۳۸۴ تمام شده‌بود، انجام شد و در زبان عربی الشاهنامه نام‌گذاری شد. قانصوه غوری از سلطان‌های مملوکی مصر که اهل ادبیات و شعر نیز بود؛ امر کرد که شاهنامهٔ فردوسی را از فارسی به ترکی ترجمه کنند. علی افندی در سال ۹۱۶ هجری قمری شاهنامه را بدون کاستی به شعر ترکی درآورد. سرافیون ساباش‌ویلی (ادیب معروف گرجستان) شاهنامه را به نثر و نظم به گرجی درآورد. او نتوانست بازگردانی کامل شاهنامه را انجام دهد، اما اثر او پس از مرگش به دست برخی از مترجمان گمنام کامل شد.
نخستین شخص اروپایی که از فردوسی و شاهنامه سخن گفت، ویلیام جونز انگلیسی بود که در کتاب خود موسوم به شرح ادبیات آسیایی، پاره‌هایی از شاهنامه را در سال ۱۷۷۴ میلادی بازگردانی کرد، اما چون او چندان از زندگی فردوسی آگاهی نداشت، شاهنامه را اثر چند تن از شاعران دانست. پس از او، لومسدن انگلیسی بود برگردان خوبی از شاهنامه انجام داد که تنها یک بخش از آن منتشر شد. پس از او نیز مهم‌ترین بازگردان کامل شاهنامه تا مرگ رستم توسط گورس آلمانی در سال ۱۸۲۰ میلادی انجام گرفت و توجه همگان را به شاهنامه جلب کرد. در سال ۱۸۷۳، فریدریش روکرت (خاورشناس و شاعر آلمانی) داستان رستم و سهراب را به نظم آلمانی درآورد و این بازگردانی موجب نامداری فراوان شاهنامه در ادبیات اروپایی شد.
از سال ۱۸۳۸ تا ۱۸۷۸، یکی از مهم‌ترین بازگردان‌های شاهنامه به زبان فرانسوی توسط ژول مل انجام گرفت. از بازگردان‌های دیگر شاهنامه می‌توان بازگردان منظوم پیتزی به زبان ایتالیایی نام برد. ژو کوسکی نیز داستان رستم و سهراب را به نظم روسی درآورد. باید یاد شود که شاهنامه این اثر حماسی ملی ایرانیان به بیش از سی زبان جهان ترجمه شده است. همچنین آثاری از شاهنامه به زبان‌های ارمنی، گجراتی، دانمارکی، مجاری، سوئدی، لهستانی و هندی بر جای مانده است. دکتر صالح محمد زیری وزیر پیشین وزارت صحت عامه افغانستان و یکی از شخصیت‌های سیاسی چهار دهه تاریخ این کشور، شاهنامه را با عنوان «د فردوسی شهنامه» به نثر شیوای پشتو برگرداند. بازگردان پشتو در هجده ماه به پایان رسید و در سال ۱۳۹۳ خورشیدی (۲۰۱۴) نخستین چاپ آن در ۶۳۳ صفحه روانهٔ بازار شد. بازگردان پشتو در آغاز کتاب، جستار گسترده‌ای دارد در پیرامون سرزمین پهناور شاهنامه از کوه قاف تا سیستان، از زابل تا سمنگان و از اندراب تا گرزوان و به دنبالش اشاره می‌کند به دو دلیلی که چرا شاهنامه در سرزمین‌های بیشتر پشتونشین درست جا نیفتاده است.

همچنین شماری از بازگردانی‌های شاهنامه عبارتند از:
- بازگردانی هاگمان به زبان لاتین در سال ۱۸۰۱
- بازگردانی استفان وستون به زبان انگلیسی در سال ۱۸۱۵
- بازگردانی هلن زیمرن به زبان انگلیسی در سال ۱۸۲۲
- بازگردانی تولو رابرستن به زبان انگلیسی در سال ۱۸۳۱
- بازگردانی هالیستن به زبان لاتین در سال ۱۸۳۹
- بازگردانی فن استار کنفلس به زبان آلمانی در سال ۱۸۴۰
- بازگردانی مودی به زبان گجراتی که به سال ۱۸۹۷ الی ۱۹۰۴ در بمبئی به چاپ رسید.
- بازگردانی ژرژ وارنر و ادموند وارنر به زبان انگلیسی در سال ۱۹۰۵
- بازگردانی بگستون به زبان انگلیسی در سال ۱۹۰۷
- بازگردانی راجرز به زبان انگلیسی در سال ۱۹۰۷
- بازگردانی ویلیام استیگند به زبان انگلیسی در سال ۱۹۰۷
- بازگردانی تیریاکیان از داستان اردشیر بابکان به زبان ارمنی که در سال ۱۹۰۹ در نیویورک به چاپ رسید.
- بازگردانی والاس گاندی به زبان انگلیسی در سال ۱۹۱۲
- بازگردانی اسیگمن به زبان آلمانی در سال ۱۹۱۹
- بازگردانی ژرژ لچینسکی به زبان آلمانی در سال ۱۹۲۰
- بازگردانی ورنر یانسن به زبان آلمانی در سال ۱۹۲۲
- بازگردانی رادو آنتال به زبان مجاری در سال ۱۹۳۱
- بازگردانی آرتور کریستنسن به زبان دانمارکی در سال ۱۹۳۱
- بازگردانی آکسل اریک هرملین به زبان سوئدی در سال ۱۹۳۱
- بازگردانی ژوزف اوربلی به زبان روسی در سال ۱۹۳۴
- بازگردانی جروم کلینتن به شعر سپید انگلیسی در سال ۱۹۸۷
- بازگردانی دیک دیویس (Dick Davis) داستان سیاوش در قالبِ شعر سپید انگلیسی ۱۹۲۱

### مشکلات ویرایشی نسخه‌های خطی شاهنامه
بیشتر از ۵۰۰ سال نبود «گ چ پ ژ» در نوشتار الفبای خط فارسی (کوفی) باعث تغییر بسیاری از نام‌ها شده که نام اصلی برخی به‌کلی قابل کشف نیست. این مشکل خود را در شاهنامه به‌خوبی نشان می‌دهد همه یا بیشتر نسخه‌های شاهنامه خطی تا سه قرن پیش فاقد گ چ پ ژ هستندکه مشکلات و اختلاف نگر را برای کشف بسیاری از نام‌ها و واژگان ایجاد کرده است.
گمان می‌شد از ۵۰۰ سال پیش شیوه نوشتار خط فارسی به همین سبک و روش کنونی بوده اما اکنون مشخص شده که تا پیش از چاپ سنگی اگر چه نوشتن گچ پ ژ تا حدودی رایج شده بود اما کاربرد آن استاندارد نشده بود و در بیشتر مکاتبات حتی تا دو قرن پیش همچنان کاربرد گچ پ ژ بعضاً دیده نمی‌شود. خط فارسی کنونی، فارسی‌شدهٔ خطی است که در حیره، بصره و کوفه در دوره صدر اسلام رایج شد و در چند قرن بعد چهار حرف «پ»، «ژ»، «گ» و «چ» بدان افزوده شده است.
به‌طور نمونه کهن‌ترین نسخه خطی باقی مانده و شناخته شده از شاهنامه فردوسی نسخهٔ خطی کتابخانه فلورانس است نگارش محرم سال ۶۱۴ ه‍.ق (۱۲۱۷ میلادی) تعجبی ندارد که در این نسخه حروف: گ چ پ ژ بکار نمی‌رفته است اما در نسخه‌های بسیار متاخر تر هم این ۴ حرف پارسی وجود ندارد. اگر حروف گ چ پ ژ در نوشتن شاهنامه به کار نرود کاستی‌های بزرگ و مشکلات عدیده‌ای ایجاد می‌شود. بدین صورت که به ناچار در آن گنج می‌شود کنج. پادشاه می‌شود باشا. گل می‌شود کل. گودرز و گیو = کودرز و کیو. گرگین = کرکین. چرم + جرم. پارس = بارس. گستهم = کستهم (و معرب به بسطام). هوشنگ = هوشنج. گناباد=کنابد. جایگه = جایکه. سپاه = سبه. گرز = کرز. گفتار = کفتار. منوچهر = منوجهر. پیل = بیل. چنان‌که - جنانکه - آگهی = اکهی -پنداشت = بنذاشت. پلنگ =بلنک. چراغ = جراغ - پشن - بشن - شادان= شاذان- و … و … در این نسخه حرف" ژ " وجود دارد؛ اما نقطه گذاری‌ها کاستی‌های فراوان و بیشمار دارد در ترجمه فارسی قران قدس هم که کهن‌ترین ترجمه فارسی است و در چندین کتاب مهم نسخه‌های خطی تا ۵۰۰ سال پیش در نگارش آنها گ چ پ اصلاً وجود ندارد اما در برخی ژ وجود دارد. اما نقطه‌گذاری‌ها بسیار کم رعایت شده است.
الفبای فارسی تا زمان ظهور چاپ‌های سنگی و سربی از مشکلات و نقصان‌های متعددی رنج می‌برد الفبای خط کنونی فارسی از خط کوفی گرفته شده که فاقد اعراب و نشانه بوده است. الفبای کوفی خود از خط حیره گرفته شده که گونه‌ای خط تکاملی از الفبای پهلوی بوده است. خط کوفی را تقریباً به‌صورت شکلی و تصویری حفظ می‌کردند چون نمی‌توانست همه صداها را ارائه کند.
مشکل دیگر در همه نسخه نخستین خطی شاهنامه و از جمله نسخه فلورانس بیشتر {د} را {ذ } نوشته است. نقطه روی {د } عجیب است البته برخی موارد لهجه خراسانی د را ذ تلفظ می‌کند مانند گنبذ. به‌جای گنبد. یا بدو گفتم می‌شود بزو گفتم. اما دیگر موارد که بسیار هم هست کمی عجیب است. مثل - خوذ - بیامذ - از خواب بیذار شد - ماذر - پذر - و … و .. برخی دیکته‌ها نیز غلط است مثلاً گودرز را در بسیاری جاها کوذر نوشته. برخی کلمات نقطه ندارند به‌طور نمونه چیره گشت نوشته شده حیره کشت. یا در چند جا برفت بدون نقطه نوشته شده معلوم نیست" برفت درسته یا نرفت"! البته تصحیح کنندگان بعدی نقطه‌های اضافی را حذف کرده‌اند اما متأسفانه نا آگاهانه برخی نقطه اصلی را به اشتباه حذف شده است.
علت اصلی تغییر نام‌های جغرافیایی یا ثبت اشتباه نام‌ها و مکان‌ها؛ مشکلات و نقصان در همین گونه و نگارش الفبای بوده است که تعدد و کثرت در ثبت را ایجاد کرده است البته انتقال شفاهی هم باعث تغییر در تلفظ نام‌ها بوده است به‌طور نمونه گناباد به شکل‌های زیر در کتابهای مسالک و ممالک آمده است. کنابذ. کنابد. یناباد. جناباد. جن آباد. گون آباد. همه این تغییرات بخاطر نبود گ در خط کوفی و عربی و الفبای اولیه فارسی ایجاد شده. حتی در معربات پیران به ابیران و گستهم به بسطام و بهرام گور به جور و … تبدیل شده است که در برگردان هنوز هم می‌تواند اشتباهاتی را پیدا کرد.

### ویرایش‌های شاهنامه
از آن میان، جلال خالقی مطلق، بازنگرانه‌ترین پیرایش شاهنامه را همراه با پژوهش‌ها و یادداشت‌های فراوان پدیدآورده است و به گفتهٔ برخی بهترین ویرایش از شاهنامه است. شاهنامهٔ ویراستهٔ جلال خالقی مطلق در ۸ جلد زیر نظر احسان یارشاطر در نیویورک به چاپ رسیده است. ویراست دوم پیرایش خالقی مطلق در دو جلد در انتشارات سخن به سال ۱۳۹۳ به چاپ رسیده است.

پیش از آن نسخه تصحیح مسکو بهترین تصحیح خوانده می‌شد. پژوهشکده شاهنامه از سال ۵۲ آغاز به تصحیح مجدد به صورت موضوعی کرد که پس از انقلاب کار نیمه تمام متوقف شد. واپسین بخش در سال ۶۴ منتشر گردید.

روی جلد شاهنامهٔ مسکو
روی جلد شاهنامهٔ خالقی

#### برگردان شعر به نثر روان
دوازده تن از نویسندگان و پژوهشگران، مانند دکتر جلال خالقی، محمدعلی اسلامی ندوشن، دکتر منصور رستگار فسایی، بهرام گرگین، محبوبه کاشانی، میرجلال‌الدین کزازی، فریدون جنیدی و دیگران داستان‌های شاهنامه را به نثر آورده‌اند.

### پژوهش‌های شاهنامه
از سدهٔ نوزدهم میلادی به این سو پژوهش‌های فراوانی دربارهٔ فردوسی و شاهنامه انجام گرفته است. ژول مول، تئودور نولدکه، سید حسن تقی‌زاده، هانری ماسه، فریتز ولف، ملک‌الشعرا بهار، محمد قزوینی، مجتبی مینوی، محمدامین ریاحی، محمدعلی اسلامی ندوشن، ابوالفضل خطیبی و شاهرخ مسکوب از شناخته‌شده‌ترین پژوهشگران دربارهٔ فردوسی و شاهنامه هستند.

## سنجش و تفسیر شاهنامه

### دیدگاه انتقادی احمد شاملو و واکنش‌های دیگران
احمد شاملو در فروردین‌ماه ۱۳۶۹(هجری خورشیدی) در نشست‌هایی در دانشگاه برکلی کالیفرنیا با بیان سخنانی پیرامون شاهنامه به گفتگوهای بسیاری دامن زد. او دربارهٔ ضحاک گفت:

«ضحاک در دورهٔ سلطنت خودش که درست وسط دوره‌های سلطنت جمشید و فریدون قرار داشته طبقات را در جامعه به هم ریخته بوده است. حضرت فردوسی در بخش پادشاهی ضحاک از اقدامات اجتماعی او چیزی بر زبان نیاورده، به همین اکتفا کرده است که او را پیشاپیش محکوم کند و در واقع بدون این‌که موضوع را بگوید و حرف دلش را بر دایره بریزد، حق ضحاک بینوا را گذاشته کف دستش دو تا مار روی شانه‌هایش رویانده…»

شاملو بر این باور بود که ضحاک با رهبری توده‌های مردم، بر نظام طبقاتی جمشید به پا خاسته و کاوه فردی ضدانقلابی و در برابر توده‌های مردم بوده است. او می‌گوید:

«ضحاک فردوسی درست همان گئومات غاصبی است که داریوش از بردیا ساخته بود… می‌بینید دوستان، که حکومت ضحاک افسانه‌ای با بردیای تاریخی را ما به غلط و به اشتباه مظهری از حاکمیت استبدادی و خودکامگی و ظلم و جور و بیداد فردی تلقی کرده‌ایم. به عبارت دیگر شاید تنها شخصیت باستانی خود را که کارنامه‌اش به شهادت کتیبه بیستون و حتی مدارکی که از خود شاهنامه استخراج می‌توان کرد سرشار از اقدامات انقلابی توده‌ای است، بر اثر تبلیغات سوئی که فردوسی بر اساس منافع طبقاتی و معتقدات شخصی خود برای او کرده به بدترین وجهی لجن‌مال می‌کنیم و آنگاه کاوه را مظهر انقلاب توده‌ای به حساب می‌آوریم. درحالی‌که کاوه در تحلیل نهایی عنصری ضد مردمی است.»

#### تنقیح بهرام بیضایی
بهرام بیضایی در کتاب هزارافسان کجاست؟ این نگرش را − که با برخوانی «اژدهاک» از خودش و با نوشتار علی حصوری در روزنامه کیهان در سه‌شنبه ۲۱ تیرماه ۱۳۵۶ آغاز شده‌بود − پذیرفتنی نمی‌یابد و آن را دنبالهٔ دگرگشت‌های افسانه این بار به شکل «اژدهای شورشی» در روزگار نو می‌داند. پی آوردِ سوّم هزارافسان کجاست؟ با نام «اژدهای شورشی» این موضوع را به تفصیل می‌کاود.

#### نگرش جلال خالقی مطلق
جلال خالقی مطلق نیز در گفتگویی باور شاملو را نادرست و نشانهٔ ناآگاهیش از شاهنامه دانسته است.

#### عقیدهٔ محمود امیدسالار
محمود امیدسالار نیز رأی شاملو را نادرست و غیرتخصّصی شمرده.

#### نظر فریدون جنیدی
فریدون جنیدی در پاسخ به گفته‌های شاملو در کنار رد آن، باور دارد که ضحاک یک شخص نیست، بلکه بیانگر دورهٔ پادشاهی بابلیان بر ایران است که هزار سال به درازا کشیده است.

## پژوهشکده‌های شاهنامه
بنیاد شاهنامه فردوسی، مؤسسه تحقیقاتی وابسته به وزارت فرهنگ و هنر، در سال ۱۳۵۰ با هدف پیشبرد پژوهشهای دربارهٔ شاهنامه فردوسی، و تصحیح و انتشار متن انتقادی شاهنامه بنیان‌گذاری شد. سرپرستی علمی بنیاد از ابتدای بنیان با مجتبی مینوی و از سال ۱۳۵۵ با محمدامین ریاحی بود. کوشش‌های این بنیاد شامل گردآوری نسخه‌های شاهنامه و بن‌مایگان پژوهشی دربارهٔ شاهنامه از سراسر جهان، و ارزیابی آن‌ها به منظور تصحیح متن شاهنامه، و برابر نهادن نسخه‌ها و تهیه متن تصحیح‌شده از بخش‌های مختلف شاهنامه توسط پژوهشگران بنیاد بود. از برجسته‌ترین پژوهشگران بنیاد شاهنامه، جلال خالقی مطلق و احمد تفضلی بودند. پس از انقلاب اسلامی بنیاد شاهنامه همراه با چند مؤسسهٔ پژوهشی دیگر در پژوهشگاه علوم انسانی و مطالعات فرهنگی (وابسته به وزارت فرهنگ و آموزش عالی) ادغام شد.
دومین پژوهشکده شاهنامه در خرداد ۱۳۹۳ (ژوئن ۲۰۱۴) در کالج پِمبرُکِ دانشگاه کمبریج گشایش یافت. مرکز شاهنامه دانشگاه کمبریج دارای آرشیو بزرگی از نگاره‌های نسخه‌های خطی شاهنامه مربوط به سده‌های گوناگون است. مدیریت این مرکز اکنون با فیروزه عبدلله‌یوا، استاد و پژوهشگر تاریخ و هنر ایران در این دانشگاه است. دانشگاه کمبریج توانست با کمک مالی بیتا دریاباری (سرمایه‌دار و خیّر ایرانی-آمریکایی) مرکز شاهنامه‌پژوهی را در بخش ایران‌شناسی این دانشگاه تأسیس کند. این مرکز در آغاز با کمک مالی ۲میلیون دلاری به پروژهٔ شاهنامهٔ دانشگاه کمبریج که در سال ۱۹۹۹ به کوشش چارلز ملویل پدید آمده‌بود، آغاز به کار کرد. کالج پِمبرُک که پیشینه‌ای ششصد ساله دارد یکی از ۳۱ کالج دانشگاه کمبریج است که کارنامهٔ برجسته‌ای در ایران‌شناسی دارد.